# Independencia (fragata blindada)

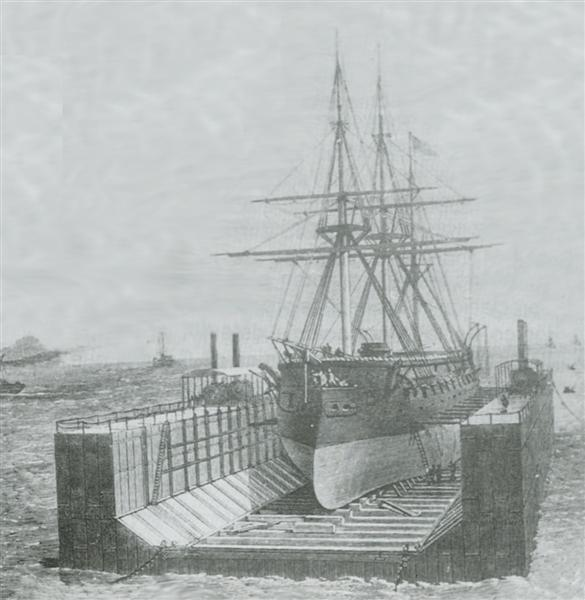
La fragata blindada "Independencia" en el dique flotante del Callao en 1866.

La fragata blindada Independencia fue, junto con el monitor Huáscar, uno los primeros buques blindados de la Marina de Guerra del Perú. Aunque se ordenó su construcción para el marco de la guerra contra España (1865-1866), no llegó al Perú sino hasta final del conflicto. 

## Características técnicas generales

### Descripción
Era un buque blindado con batería central, basado en el HMS Achilles, siendo la construcción supervisada por Aurelio García y García, que luego fue el comandante del blindado. Su casco era de hierro de una pulgada de espesor, con doble fondo y dividido en 3 secciones longitudinales; blindada con planchas de hierro de 4,5 pulgadas de espesor en su sección central y en toda la línea de agua sobre un embono de 10 pulgadas de madera de teca. Tenía proa en forma de ariete acondicionada para espolonear.
Cuando llegó al Callao, muchos historiadores peruanos y militares de la época afirmaban que este buque era el mejor de la escuadra peruana, no obstante Miguel Grau lo consideraba un acorazado obsoleto e inferior en capacidad bélica al vapor de torreón blindado Huáscar. En cualquier caso, ambos superaban en poder bélico a todas las naves existentes en las armadas sudamericanas y junto al resto del poder bélico peruano colocaban a su armada en una posición de claro dominio, al menos teórico. 

### Armamento
Su armamento original fueron cañones rayados de avancarga. Todos llevaban grabados el escudo de armas con el lema "Honor y Patria". Cuando fue terminada su construcción, tenía en la batería central 12 cañones Armstrong de 70 libras y calibre de 6,4 pulgadas, de 126,5 pulgadas de largo y de peso aproximado de 9 mil libras cada pieza. En la cubierta contaba con  dos cañones giratorios Armstrong uno de 250 libras en proa y uno de 150 libras popa y 8 pulgadas de calibre, de 129,85 pulgadas de largo y con peso de 15.680 cada uno, colocados a proa y popa. Adicionalmente, tenía 4 cañones para artillar las lanchas, de 9 libras y 3 pulgadas de calibre y peso de 650 libras cada uno. En 1871 se le desarmó completamente. 
En 1872, cuando Aurelio García y García recibe el comando del blindado nuevamente se le vuelve a artillar y se le agregan 4 cañones ánima lisa de 32 libras en vez de los cañones rayados de 150 libras.
Con motivo de la posibilidad de una guerra con Chile se le realizaron cambios en la artillería y se le agregaron dos ametralladoras en cubierta. Se le colocó en proa uno de los cañones Armstrong de 300 libras y 10 pulgadas de calibre que artillaban el Callao, pero fue retirado el 18 de marzo de 1879 y se le reemplazó por un cañón rayado Vavasseur, de calibre 9 pulgadas que disparaba proyectiles de 232 libras —se le llamaba Vavasseur de 250 libras—, con alcance de 4300 m. En popa se le colocó un cañón Parrott de 150 lb. En la batería central estaban 12 cañones de 70 libras y en las amuras de proa los otros dos de 150 libras que anteriormente estaban en cubierta. Lamentablemente, al cambiar de pieza de artillería en proa, el buque perdió flexibilidad en el empleo de su colisa, pues para disparar contra un blanco, el buque debía cambiar de rumbo hacia él y batirlo; tenía corredera fija y no se le podía poner giratoria por el peso del cañón, aunque se haya retirado el bauprés, que pesaba 5 toneladas. Se quedaron en el Callao, dos de los cañones Armstrong de 9 libras.

### Las lanchas de la fragata blindada Independencia
El blindado vino de los astilleros equipado adicionalmente con 2 lanchas de 40 pies, construidas de caoba, roble y haya, clavadas en cobre pero solo una era a vapor. Esta lancha se caracterizaba por tener una doble hélice.
Como ambas lanchas estaban en mal estado, el comandante del buque, Juan Guillermo More, las dejó en el Callao el 15 de mayo de 1879 para su mantenimiento. También se quedaron en el Callao los dos cañones de 9 libras que les correspondían, de los cuales uno estalló durante el golpe de Estado de Piérola. 
La lancha que era a vapor, fue artillada a mediados de abril de 1880 durante el Bloqueo del Callao, formando parte de la flotilla de fuerzas sutiles. Su armamento era una ametralladora de 5 cañones en la cámara de popa, un  cañón Fawcet & Preston de 12 libras en el castillo de proa y un torpedo con mecha, que era una caja con 32 libras de carga explosiva para lanzarlo a mano. Se le llamó Independencia, por el buque del que procedía y estaba asignado al transporte Rímac, que se encargaba de tripularlo. 
Fue hundida en el combate del 21 de mayo de 1879.

## Datos históricos

### Construcción y puesta en servicio
La idea de comprar buques blindados fue del presidente Ramón Castilla en 1862. Encargó para tal labor al Ministro de Perú en Estados Unidos, Federico Barreda, que en tratos con John Ericsson, logró un ofrecimiento de la venta de algunos de los monitores Clase Passaic en 400 mil pesos, pero esto no se materializó porque el Congreso peruano no aprobó el desembolso. Hubiera sido una mala compra, pues estos monitores no eran para altamar. 
El 10 de julio de 1863 llegó al Callao una "Expedición Científica" española, en buques de guerra de la Armada Real de España, compuesta por las fragatas "Triunfo" (en la cual viajaba una comisión científica de especialistas en Geografía, Etnología, Zoología, Botánica, Antropología e Historia con el objeto de hacer toda clase de estudios en los países que visitaran) y "Resolución", la goleta "Vencedora" y la cañonera protegida "Virgen de Covadonga" que eran muy superiores a la escuadra peruana y a otras que estaban en aquel tiempo en el Océano Pacífico, como la británica o la francesa. Esa "Expedición Científica" venía con instrucciones secretas de apoyar por la fuerza todo reclamo que fuera presentado a su paso por los súbditos españoles contra los gobiernos americanos. Las instrucciones recomendaban al Jefe de la Expedición Almirante Luis H. Pinzón ser especialmente fuerte con el Perú por haberse negado a pagar la deuda de la independencia. Los buques españoles de guerra regresaron al Callao en diciembre y es cuando el gobierno del General Juan Antonio Pezet decidió enviar una comisión a Europa para mandar a construir dos blindados para enfrentar una guerra con España, que ya era inminente, o combatir a alguna otra posible injerencia extranjera.
En enero de 1864 fueron enviados a Inglaterra el capitán de corbeta Aurelio García y García y el teniente primero Miguel Grau. El primero de estos firmó un contrato para la construcción de dos blindados en marzo, pero por falta de fondos del gobierno, se suspendió la construcción de uno en mayo y el otro no se empezó a construir sino hasta junio de ese año. Su costo total ascendió a 169.454 libras esterlinas, equivalentes a 847.421 soles de plata, siendo el buque de guerra peruano más caro del siglo XIX.

### Acciones navales

#### Guerra Hispano-sudamericana
Para evitar que el buque fuera embargado ante la inminente guerra entre Perú y España, García y García decidió salir de Greenhite el 26 de enero de 1866, con algunos operarios a bordo para terminar las obras del buque en el río Escalda, donde se le instaló la artillería, arreglado el aparejo, puesto a punto la maquinaria y embarcaciones menores. El 17 de febrero, ya lista, zarpó hacia Brest. El 24 de febrero, en convoy junto con el vapor fletado Thames y el blindado Huascar, partió hacia el Pacífico. Durante el viaje, el 28 de febrero, la Independencia colisionó en alta mar con el Huascar, cuya máquina se había detenido sin notarlo el oficial de guardia, que era hermano del comandante de la Independencia. 
El 25 de mayo, se reunió el convoy con la corbeta América y fondearon en Punta Arenas, zarpando hacia Ancud, donde se reunieron con la flota aliada el 6 de junio de 1866 y hacia Valparaíso, el 11 de mayo de 1866.
El 3 de agosto de 1866 se produjo la renuncia de 35 oficiales peruanos en Valparaíso cuando se nombró al contraalmirante norteamericano John Tucker como Jefe de la Escuadra Peruana. El mando de la Independencia fue asumido por el capitán de fragata José María García y entró al Callao el 24 de agosto. Después de un mantenimiento y entrada a dique, regresó a Valparaíso, donde llegó el 26 de octubre de 1866. permaneció ahí hasta que una revolución que estalló en Perú en septiembre de 1867, produjo la renuncia del Presidente Mariano Ignacio Prado en enero de 1868, regresando al Callao, donde entró el 26 de febrero del mismo año.
Solo unos meses después, el 8 de enero de 1869, volvería a entrar en Valparaíso, al hacer parte de la comitiva que trasladó desde el Perú los restos del libertador Bernardo O'Higgins, junto con las naves chilenas Chacabuco y O'Higgins.

#### Campaña de 1877
Un hecho importante en la Marina de Guerra del Perú fue la Sublevación del Huáscar en 1877. Partidarios de Nicolás de Piérola habían sublevado al Huascar la noche del 6 de mayo de 1877. El gobierno del General Mariano Ignacio Prado formó una División Naval para someter al Huascar . La división estaba al mando del capitán de navío Juan G. More, compuesta por la Independencia, en donde More era el comandante, la corbeta Unión, al mando del capitán de navío Nicolás del Portal, el monitor Atahualpa y el transporte Limeña, que remolcaba al monitor.
La División Naval salió del Callao el 11 de mayo y se reunió con la Cañonera Pilcomayo en Iquique. El 28 de mayo, la Independencia, la Unión y la Pilcomayo se enfrentaron al Huáscar en el Combate de Punta Pichalo, sin éxito alguno. Finalmente el Huascar se entregó a la escuadra peruana al mando de More el 31 de mayo.

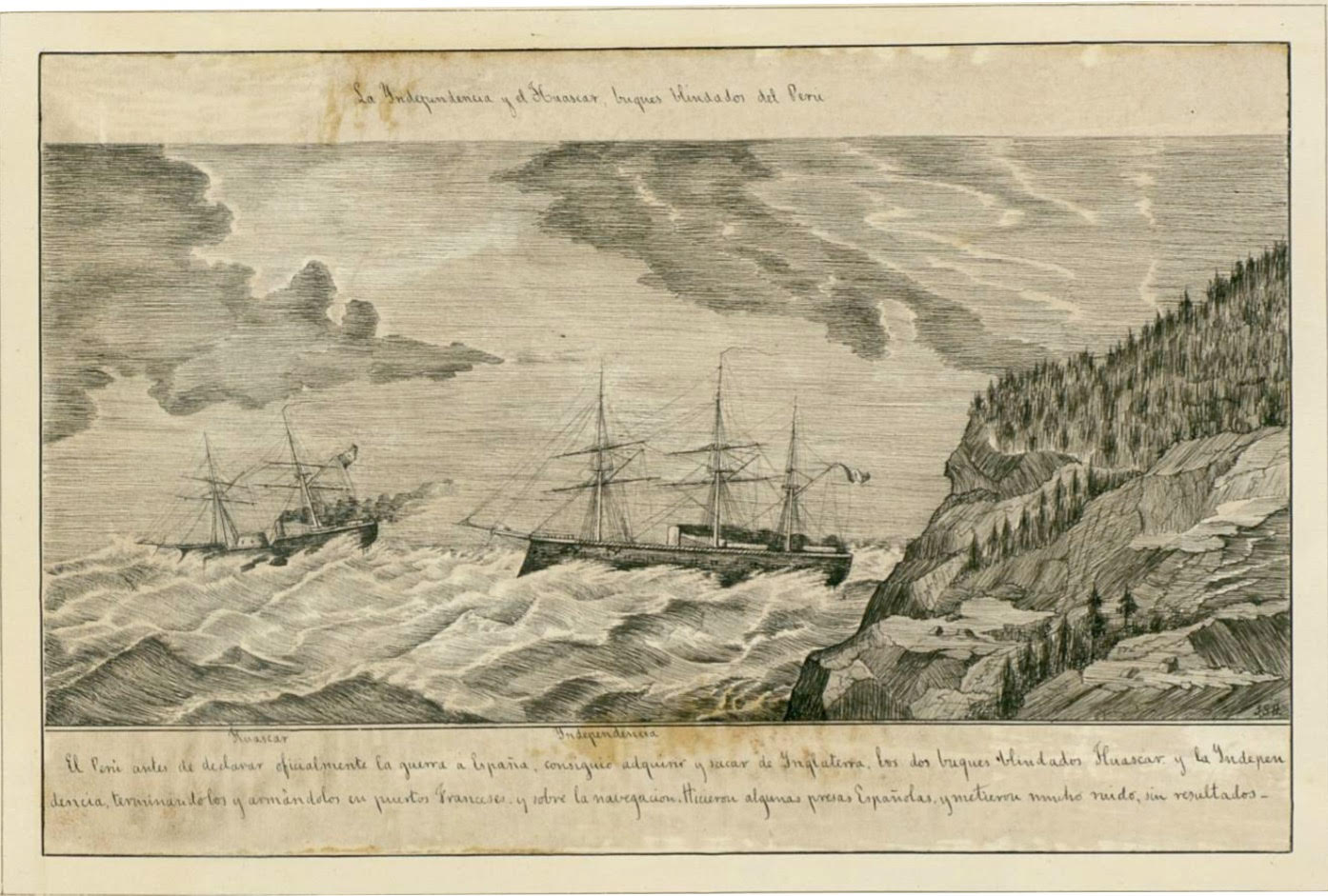
El blindado Independencia navegando en convoy con el monitor Huáscar.

#### Campaña de la Guerra con Chile

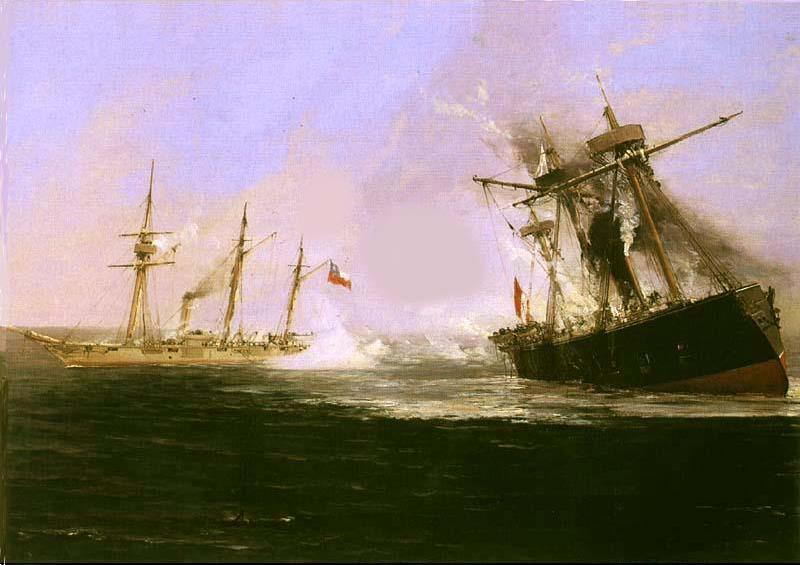
Óleo de Thomas Somerscales que describe el ataque hecho por la goleta chilena Covadonga a la fragata blindada peruana Independencia luego de que esta encallara a la altura de Punta Gruesa, durante el Combate naval de Iquique.

Cuando empezó la guerra, el navío estaba en mantenimiento, que había sido programado desde el año anterior. El 10 de mayo fue incorporado a la Primera División Naval al mando del capitán de navío Miguel Grau y conformada por el blindado Huáscar y el transporte Chalaco.
El 21 de mayo de 1879, durante el combate naval de Iquique, el capitán de la Independencia cometió el error de minimizar la estratagema del comandante chileno Carlos Condell de la Haza que desde un comienzo procuró protegerse de la nave peruana navegando pegado a la costa y en aguas poco profundas las cuales eran conocidas por los marinos chilenos quienes sabían de la existencia de rocas submarinas en la zona, el resultado de esto fue que la nave peruana encalló a la altura de la península de Punta Gruesa mientras perseguía a la goleta Covadonga de la Escuadra chilena, la cual se desplazaba hacia el sur. El capitán Juan Guillermo More Ruiz, al pretender encerrar a la nave chilena al salir de la caleta El Molle, decidió atacarla mediante el empleo del espolón, creyendo que no había arrecifes, pero la nave chilena navegaba muy pegada a la costa, aprovechando su menor calado. 
Considerando el mayor calado de la Independencia, la maniobra fue, por una parte, un defecto del comando, que arriesgó más de la cuenta al seguir adelante sin darse cuenta de que navegaba en aguas poco profundas; y por otra, un defecto en las elaboraciones de las cartas peruanas de navegación que no constataban la existencia de una roca submarina que el propio Jefe de la Segunda División Naval del Perú, Aurelio García y García, había consignado en la carta oficial. Al no ser evitada por los timoneles, la roca impactó en el fondo del casco, destrozándolo, escorando la nave a babor y quedado inhabilitada para navegar.
La marinería chilena operaba con una combinación de cartas de navegación, entre ellas las mismas de García y García, corregidas por el propio Condell para las marinas de Perú y Chile, durante la campaña contra España, por lo que contaban con una información absolutamente precisa para el combate.
Ante el percance sucedido a la nave peruana, el comandante chileno de la Covadonga, Carlos Condell de la Haza, invirtió su rumbo al sur y aprovechando la oportunidad comenzó a atacarla, aprovechando que el comandante de la Independencia había ordenado la evacuación del buque. En esta parte hay discrepancias entre las versiones de Moore y de Condell, y muchas contradicciones en las diversas versiones que entregó el propio Moore; según Condell, la Covadonga se acercó por el lado inclinado y cañoneó a la Independencia, hasta lograr la rendición de la nave peruana y posteriormente huyó tras avizorar la estela de humo del Huascar que se aproximaba; Moore, da dos versiones distintas en una se queja de que Condell no dejó de disparar para rescatar a los peruanos heridos para enseguida asegurar que no hubo rendición y la nave encallada siguió repeliendo  ataque chileno.
En los hechos, tras frustrados intentos de rendir a la Independencia, la antigua goleta Covadonga, se dio a la fuga ante el avistamiento del monitor Huáscar. El Huáscar intentó dar caza al buque chileno por tres horas; pero la distancia entre ambos buques era ya era de 20 km, y ante el resultado de un interrogatorio de un marino chileno prisionero que le indicaba que la Covadonga daba 11 nudos (en vez de los 5 nudos reales) Grau decidió volver al norte para evaluar la situación de Moore y su buque.
Los restos del navío Independencia fueron incendiados por orden del comandante Miguel Grau Seminario. La pérdida de la poderosa Independencia opacó la victoria que el Huáscar obtuvo frente a la Esmeralda, al conseguir el rompimiento del bloqueo del puerto de Iquique. Luego de este primer enfrentamiento entre chilenos y peruanos, la escuadra peruana quedó mermada sustancialmente. De acuerdo a la versión historiográfica boliviana, este antecedente fue el que cambió la posición inglesa, hasta ese momento proclive a los intereses peruano-bolivianos, para volcar su apoyo a Chile[cita requerida].
Moore fue embarcado con la tripulación sobreviviente en el transporte Chalaco y desembarcado en Iquique donde luego bajo las órdenes del general Juan Buendía fue enviado por tierra a Arica para colaborar en la defensa de esta ciudad mientras que su tripulación sobreviviente era llevada en el transporte Chalaco hacía el mismo destino. El capitán Moore muy afectado, decidió pagar con su vida la vergüenza de haber perdido absurdamente su nave, tomó brevemente el mando del Monitor Manco Cápac y luego fiel a sus dichos falleció con honor en la cima del morro durante la defensa de Arica el 7 de junio de 1880.

### Hallazgo de sus restos
En Punta Gruesa en 1963, un grupo de buzos avistó a 12 m de profundidad lo que quedaba de la fragata blindada: un ancla, cañones y restos menores, su casco de hierro estaba totalmente destruido en los roqueríos. Las pocas piezas rescatadas son exhibidas en el Museo Naval de Iquique y en el de Valparaíso.